# Debbie Ferguson-McKenzie
Deborah »Debbie« Ferguson-McKenzie, bahamska atletinja, * 16. januar 1976, Nassau, Bahami.
Nastopila je na olimpijskih igrah v letih 1996, 2000, 2004, 2008 in 2012, leta 2000 je osvojila naslov olimpijske prvakinje v štafeti 4×100 m, leta 1996 pa je v isti disciplini osvojila še srebrno medaljo in leta 2004 bronasto medaljo v teku na 200 m, ob tem je bila še četrta in sedma v teku na 100 m, četrta v štafeti 4x100 m in trikrat sedma v teku na 100 m. Na svetovnih prvenstvih je osvojila naslov prvakinje leta 1999 in srebrno medaljo leta 2009 v štafeti 4x100 m ter naslov prvakinje leta 2001 in bronasto medaljo leta 2009 v teku na 200 m.